# Agía Galíni
Agía Galíni är en ort i Grekland.   Den ligger i prefekturen Nomós Rethýmnis och regionen Kreta, i den sydöstra delen av landet, 300 km söder om huvudstaden Aten. Agía Galíni ligger 25 meter över havet och antalet invånare är 1 369.
Terrängen runt Agía Galíni är varierad. Havet är nära Agía Galíni åt sydväst.Runt Agía Galíni är det ganska tätbefolkat, med 60 invånare per kvadratkilometer. Närmaste större samhälle är Tympáki, 7,8 km öster om Agía Galíni. 